# Boucle du coton
La Boucle du coton est une compétition cycliste internationale, organisée au Burkina Faso et destinée, en principe, aux cyclistes issus des pays producteurs de coton (le Burkina Faso est le plus grand producteur du continent africain). Elle a été créée en 2005. De 2006 à 2008, elle faisait partie de l'UCI Africa Tour en catégorie 2.2.
En 2006, y ont participé des cyclistes du Burkina Faso, du Bénin, de Côte d'Ivoire, du Mali, du Niger, du Togo et du Sénégal.
En 2007, y ont aussi participé des cyclistes venus de France, du Maroc et de Libye dont l'un, Fethi Ahmed Atunsi, a obtenu la seconde place du classement général final.

## Palmarès
| Année | Vainqueur             | Deuxième             | Troisième            |
| ----- | --------------------- | -------------------- | -------------------- |
| 2005  | Gueswendé Sawadogo    | Jérémie Ouedraogo    |                      |
| 2006  | Jérémie Ouedraogo     | Abdul Wahab Sawadogo | Saïdou Rouamba       |
| 2007  | Saïdou Rouamba        | Fethi Ahmed Atunsi   | Abdul Wahab Sawadogo |
| 2008  | Gueswendé Sawadogo    | Simon Pierre Kiba    | Idrissa Ouedraogo    |
| 2009  | Saïdou Tall           | Hamidou Yaméogo      | Houdo Sawadogo       |
| 2010  | Abdoul Fatao Sawadogo |                      |                      |
| 2011  | Harouna Ilboudo       |                      |                      |